# Maladera clypeata
Maladera clypeata är en skalbaggsart som beskrevs av Leon Fairmaire 1887. Maladera clypeata ingår i släktet Maladera och familjen Melolonthidae. Inga underarter finns listade i Catalogue of Life.